# Елан
Елан је произвођач спортске опреме у Бегуњама на Горењскем. Најпознатији је по својим скијама и сноубордима.  Остали производи укључују једрилице, моторне јахте, одећа (углавном спортска) и опрема за спортске објекте. Бренд је постао познатији крајем 70-их, када је шведски алпски скијашки ас Ингемар Стенмарк освојио три узастопне титуле Светског купа у укупном пласману на Елан скијама.

## Историја
Компанија је настала из партизанске радионице која је радила током Другог светског рата, када су се производиле скије за партизанске снаге. 

## Елан SCX
Елан SCX је променио светску скијашку индустрију изумом скија са бочним изрезом, које су омогућиле заокрете у облику карва при малим брзинама и са кратким радијусом окрета. Први пут их је развио 1988. Јуриј Франко (не треба га мешати са скијашем Јуретом Франком), који је са колегом Павлом Шкофићем израчунао одговарајући образац савијања за нову врсту скија. Организовали су пројекат под називом SideCut Extreme (SCX) и кренули у израду прототипова. 

## Voyager
Почетком 2021. Елан је објавио да је створио „прве потпуно функционалне, склопиве скије за све планине на свету“.  

## Компанија
Елан групу чини 20 међусобно повезаних компанија под заједничким власништвом компаније Скимар. Већина компанија групе користи бренд и лого Елан као део својих пројеката, производа и услуга. Седиште компаније налази се у Бегуњама на Горењском, док су њене различите производне компаније раштркане широм централне Европе: скије и једрилице производе се у Словенији, сноуборди се производе у Аустрији, а моторне јахте у Хрватској. Група пласира своје производе преко независних дистрибутера у 46 земаља широм света, а маркетинг су преузеле Еланове компаније у Северној Америци, Јапану, Немачкој и Швајцарској. 13. марта 2013. Еланова аустријска подружница под називом „Elan Sportartikelerzeugungs- und Handelsgesellschaft m.b.H.“ са седиштем у Корушкој објавила је банкрот. Елан Аустрија је имао обавезе од 8,7 милиона евра и имовину од 6,5 милиона евра. Овим стечајем је погођено 78 запослених и 120 поверилаца.  
Словеначка државна организација СДХ, која је задужена за приватизацију у Словенији у име владе, дала је одобрење за продају „државног произвођача скија Елан компанијама Merrill Lynch International и Wiltan Enterprises Limited“ 